# Noël des campeurs
Le Noël des campeurs est une tradition des terrains de camping québécois qui consiste à faire une fête au thème de Noël en plein été, le 25 juillet.  

## Historique
La tradition remontrerait au début des années 1960. Plusieurs terrains de camping se revendiquent comme l'idéateur original de l'événement.  
La date du 25 juillet rappelle celle du 25 décembre, mais marque également la mi-saison des campeurs estivaux. Les festivités se déroulent également en pleines vacances de la construction au Québec, moment où un nombre important de québécois sont en vacances.  